# Чемпионат Украины по боксу
Чемпионат Украины по боксу — спортивное соревнование по боксу среди любителей, ежегодно проводимое Федерацией бокса Украины с 1991 года.

## Чемпионат Украины по боксу среди мужчин
| Год  | Место проведения                           | Дата                | Примечание  |
| ---- | ------------------------------------------ | ------------------- | ----------- |
| 1991 | Шостка, Сумская область                    | 28 марта — 6 апреля |             |
| 1992 | Шостка, Сумская область                    | 14—22 ноября        |             |
| 1993 | Шостка, Сумская область                    | 16—24 марта         |             |
| 1994 | Севастополь, Автономная Республика Крым    | 23—29 мая           |             |
| 1995 | Вараш, Ровненская область                  | 10—18 ноября        |             |
| 1996 | Славутич, Киевская область                 | 18—26 ноября        | [ 1 ]       |
| 1997 | Каменское, Днепропетровская область        | 12—18 марта         | [ 2 ]       |
| 1998 | Симферополь, Автономная Республика Крым    | 14—22 сентября      | [ 3 ]       |
| 1999 | Ивано-Франковск, Ивано-Франковская область | 15—23 ноября        |             |
| 2000 | Донецк, Донецкая область                   | 18—26 ноября        |             |
| 2001 | Ужгород, Закарпатская область              | 25 — 31 мая         |             |
| 2002 | Ужгород, Закарпатская область              | май                 |             |
| 2003 | Донецк, Донецкая область                   | март                |             |
| 2004 | Чернигов, Черниговская область             | 15 — 20 ноября      |             |
| 2005 | Луцк, Волынская область                    | 25—31 марта         | [ 4 ]       |
| 2006 | Одесса, Одесская область                   | 13 — 19 марта       |             |
| 2007 | Харьков, Харьковская область               | 13 — 18 марта       |             |
| 2008 | Евпатория, Автономная Республика Крым      | 23 — 28 сентября    |             |
| 2009 | Кривой Рог, Днепропетровская область       | 17 — 22 марта       |             |
| 2010 | Сумы, Сумская область                      | 8 — 15 февраля      | [ 5 ] [ 6 ] |
| 2011 | Харьков, Харьковская область               | 21 — 27 марта       | [ 7 ] [ 8 ] |
| 2012 | Донецк, Донецкая область                   | 20 — 26 октября     |             |
| 2013 | Ивано-Франковск, Ивано-Франковская область | 2 — 8 декабря       |             |
| 2014 | Киев                                       | 23 — 28 сентября    |             |
| 2015 | Винница, Винницкая область                 | 17 — 22 ноября      | [ 9 ]       |
| 2016 | Харьков, Харьковская область               | 16 — 20 ноября      | [ 10 ]      |
| 2017 | Львов, Львовская область                   | 13 — 19 ноября      | [ 11 ]      |
| 2018 | Харьков, Харьковская область               | 13 — 18 ноября      | [ 12 ]      |
| 2019 | Мариуполь, Донецкая область                | 23 — 29 сентября    | [ 13 ]      |
| 2020 | Одесса, Одесская область                   | ноябрь              |             |
| 2021 | Одесса, Одесская область                   | 6 — 11 сентября     | [ 14 ]      |